# SWAPO

Vlajka Lidové organizace Jihozápadní Afriky
Poměr stran: 2:3

SWAPO (South-West African People's Organization, česky Lidová organizace Jihozápadní Afriky) je namibijská politická strana. SWAPO bývalo marxismem ovlivněné osvobozenecké hnutí, které se v roce 1960 postavilo do čela odporu proti jihoafrické nadvládě v Jihozápadní Africe pod vedením Sama Nujomy a Hermana Toivo Ya Toiva. V roce 1966 započala SWAPO guerilovou válku, ve které byla podporována v době Studené války jí ideově blízkými komunistickými státy. Dnes její členy školí soudruzi z Číny. SWAPO od roku 1990 provádí politiku usmiřování s bělochy a zbavování se většiny marxistických prvků a dělá ústupky soukromému vlastnictví. Je součástí Socialistické internacionály.
Od roku 1971 uznávala OSN SWAPO jako mluvčího namibijského lidu. Guerilové boje pokračovaly, byly vedeny mimo jiné ze základen ze sousední Angoly, na kterou JAR v letech 1980 a 1981 podnikla útoky. 1988 uznala JAR vůli OSN[zdroj⁠?!] a z Namibie, poslední africké kolonie, se stala svobodná země. První volby vyhrála strana SWAPO a prezidentem se stal Sam Nujoma.